# Kostelní Myslová
Kostelní Myslová é uma comuna checa localizada na região de Vysočina, distrito de Jihlava.